# Chupinazo

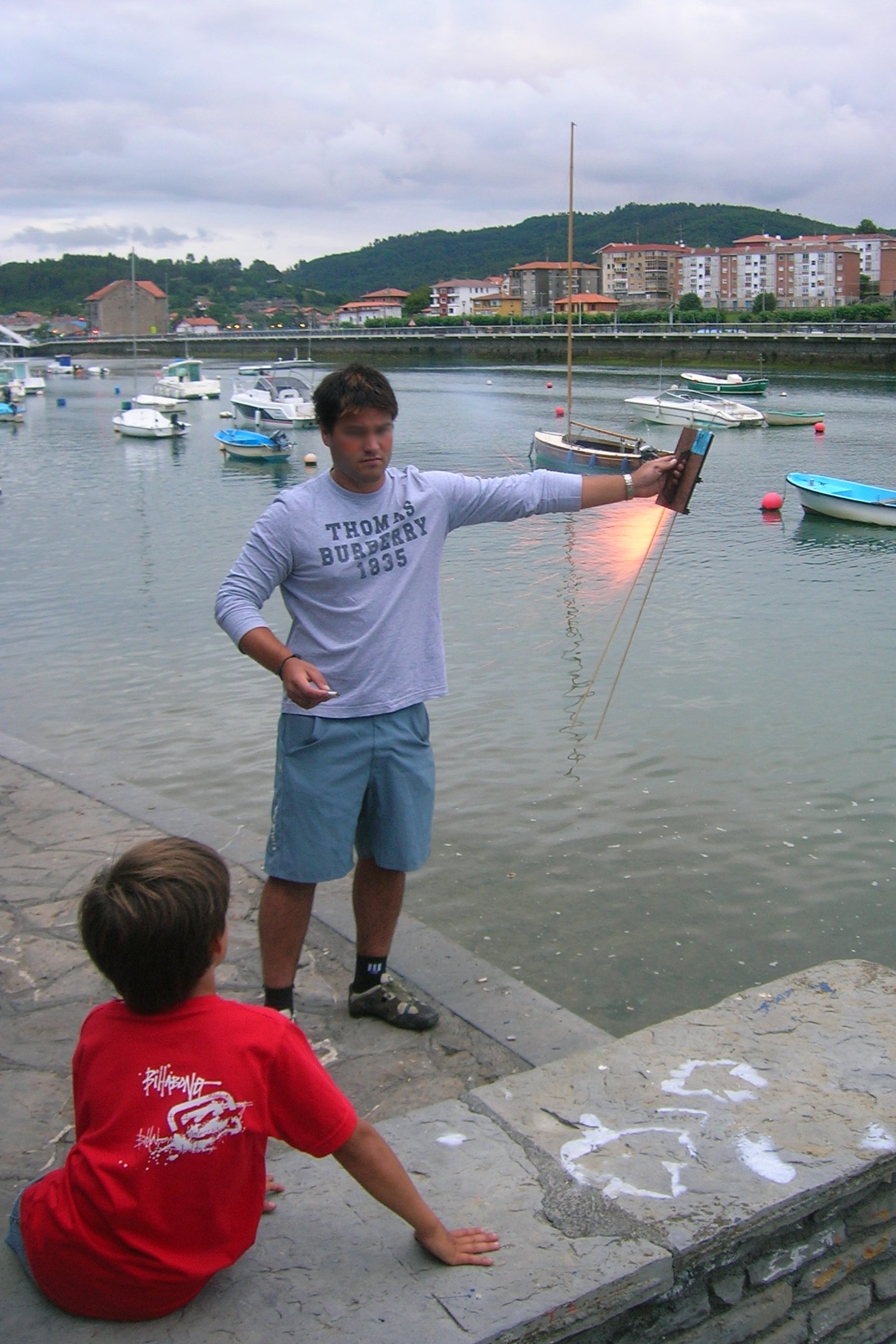
Chupinazo das Festas de Santo Antonino, em Plencia, Biscaia

Chupinazo ou txupinazo é a designação dado na Espanha ao foguete pirotécnico disparado para assinalar o início de uma festa, espetáculo ou outro acontecimento especial.

## Em Pamplona
O chupinazo mais famoso do mundo é provavelmente o que é lançado ao meio-dia de 6 de julho de cada ano de uma varanda do Ayuntamiento de Pamplona para assinalar o início das Festas de São Firmino (Sanfermines). O acontecimento atrai milhares de pessoas, que enchem não só a pequena praça onde se situa o ayuntamiento, como os locais onde são instalados écrans gigantes ao ar livre que transmitem a cerimónia em direto. O evento é igualmente transmitido em direto pela televisão.

## Em Zaragoza
Nas Fiestas del Pilar da capital de Aragão é lançado um chupinazo a partir da sacada do ayuntamiento, marcando o início das celebrações. Tradicionalmente, ocorre também a leitura de proclamações, geralmente conduzidas por alguma personalidade célebre relacionada com a cidade.

## Em Logroño
Sempre ao meio-dia do dia 20 de setembro é lançado um chupinazo anunciando as festas de São Mateus. A partir da sacada do ayuntamiento, o alcaide lê um discurso e acende o pavio do foguete acompanhado dos agricultores patrocinadores da festa. A praça do ayuntamiento fica abarrotada de gente que festeja com os DJs, os carros alegóricos e as procissões de gigantones. Desde 2007 que a polícia monta um cordão que impede a entrada de álcool e substâncias que possam causar tumultos entre os frequentadores na praça.

## Em Vitória

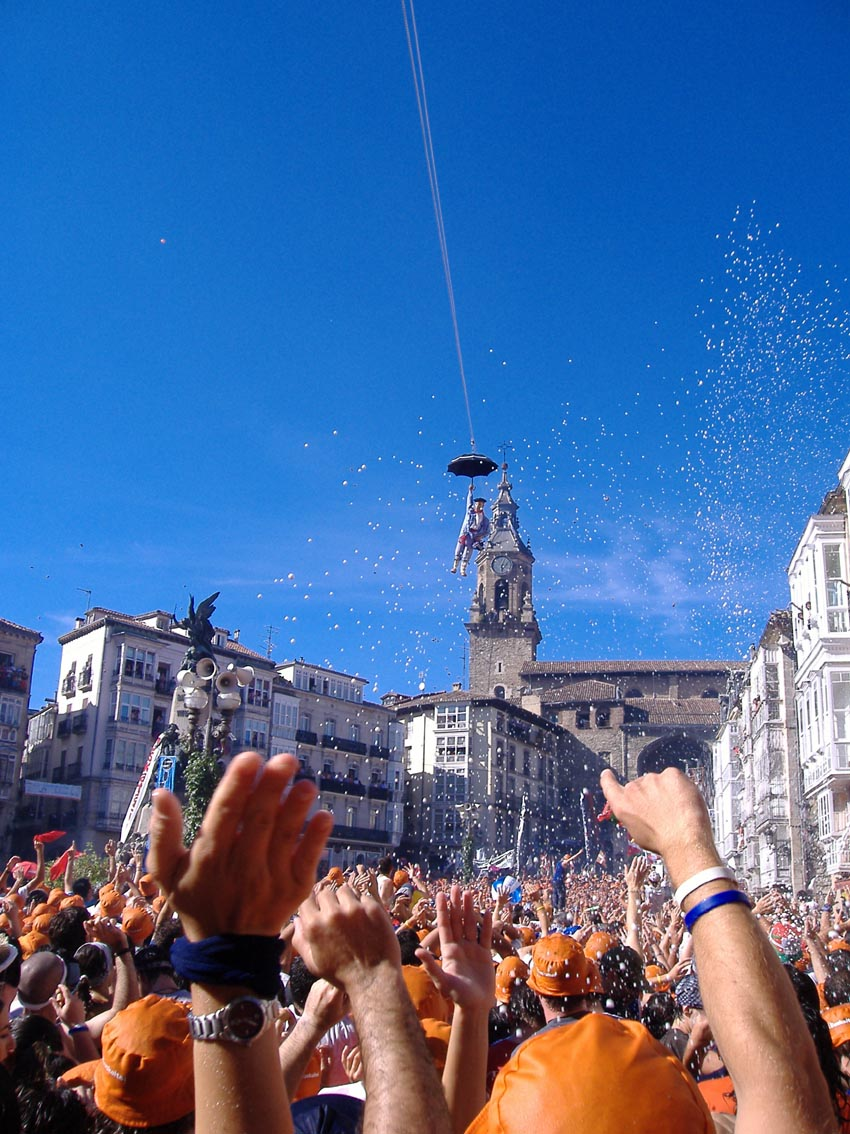
Descida de Celedón, em Vitória

O chupinazo mais famoso desta cidade basca ocorre a 4 de agosto, às seis da tarde, e dá início às Festas de La Blanca, em honra da "Virgem Branca" (Nossa Senhora das Neves).
Desde 1957 que a abertura das festas é assinalada também com a descida de Celedón, um boneco que é baixado suspenso com uma corda desde a torre da Igreja de São Miguel diante de uma grande multidão que o recebe acendendo charutos e abrindo garrafas de champanhe. Celedón chega a uma varanda, da qual sai, já convertido em humano, para passear entre a multidão. Daí dirige-se para a galeria superior da igreja, de onde profere um discurso exortando todo a mundo a divertir-se nas festas que começam.

## Em Santander
Um dos chupinazos mais antigos e muito conhecido na capital cantábrica é o que é lançado a 17 de julho para assinalar o início das Festas da Semana Grande.

## Em Huesca
Nesta cidade aragonesa, é lançado um chupinazo a 9 de agosto, véspera de São Lourenço, da varanda do ayuntamiento, marcando o início das Festas de São Lourenço, que duram até 15 de agosto.